# Castillo de Santa Bárbara (Zaragoza)
El castillo de Santa Bárbara es una fortaleza medieval construida en el siglo XIII. Está situada en los Montes de Valdespartera, en el barrio de Valdespartera de la ciudad española de Zaragoza.

## Descripción
La fortaleza está situada en el punto más alto de la ciudad de Zaragoza, a 341 metros sobre el nivel del mar. Formaba parte del perímetro defensivo de Saracusta junto a las fortalezas de (Juslibol, Miranda, Alfocea, Torre de Candespina, El Castellar, Cadrete, María, Santa Bárbara, Santa Inés y Pola, hasta que finalmente fue reconquistado por Alfonso I el Batallador en 1118. Actualmente el castillo está en ruinas aunque seguramente fue reformado posteriormente para construir la ermita. De la fortaleza quedan escasos vestigios pues lo que se conserva pertenece al templo ya citado: muros que presentan grandes pérdidas de material y en ellos se abren algunos vanos como ventanas y puertas destacando los grandes contrafuertes que servían para asegurar los muros exteriores. Ahora es una ermita antigua, y se ve toda la ciudad. Se habló en periódicos que el barrio de Valdespartera arreglaría el monte para usarlo como mirador. El castillo se encuentra en su 36% de totalidad. Y la ruta para acceder a él, es bastante dificultosa, teniendo que acceder por la Z 40. El castillo no tiene ni horario de visitas ni ninguna restricción que haga que la gente no pueda acceder a él a visitarlo y a fotografiarlo. El Castillo de Santa Bárbara recibe escasas visitas anuales, tan pocas que son solo las de senderistas en épocas de verano, y principios de otoño.

## Catalogación
El castillo de Santa Bárbara está incluido dentro de la relación de castillos considerados Bienes de Interés Cultural, en virtud de lo dispuesto en la disposición adicional segunda de la Ley 3/1999, de 10 de marzo, del Patrimonio Cultural Aragonés. Este listado fue publicado en el Boletín Oficial de Aragón del 22 de mayo de 2006.